# Бетон
Вижте пояснителната страница за други значения на Бетон.
Бетонът е композитен строителен материал, получен в резултат от втвърдяването на смес от цимент, вода, пясък, едър добавъчен материал (трошен камък или речен чакъл), а в някои случаи химични и/или минерални добавки. Преди втвърдяването си материалът се нарича бетонова смес.
Поради сравнително ниската си якост на опън, в строителните конструкции бетонът често се използва в комбинация със стоманена прътова армировка, образувайки стоманобетон. В някои специфични приложения (главно настилки) се използва армиране със стоманени или полимерни фибри (дисперсно армиран бетон). Неармиран бетон се използва предимно за относително масивни и/или слабо натоварени елементи – фундаменти, гравитационни подпорни стени, язовирни стени.

## Изходни материали

### Свързващо вещество
Свързващо вещество (портландцимент) – класификацията и техническите изисквания към портландцимента са разгледани в БДС EN 197 – 1. В зависимост от якостта на натиск циментите се разделят на класове – 32.5, 42.5, и 52.5, като числото показва якостта на натиск на цимента на възраст 28 дни, определена по БДС EN 196 – 1. Според темповете на нарастване на якостта на натиск на портландцимента се различават два типа цименти – нормално втвърдяващи – означават се с N и бързо втвърдяващи – с „R“. В зависимост от състава им различаваме чисти клинкерни цименти, означават се с CEM I, и цименти с минерални добавки CEM II (А или В). При CEM I съдържанието на портландциментов клинкер в състава на цимента е не по-малко от 95 %, при CEM II A – от 80 до 95 %, а при CEM II B – от 65 до 80 %. Минерални добавки са фино смлени неорганични материали – гранулирана доменна шлака, пепели от ТЕЦ, млян варовик, естествени пуцолани, микросилициев прах, печени глинести шисти. Най-често видът на цимента се избира в зависимост от условията на работа на строителната конструкция, за която е предназначен.

### Чистота на водата за сместа
Водата, която се използва за направата на бетонните смеси, трябва да отговаря на изискванията на БДС EN 1008. Счита се, че питейната вода отговаря на тези критерии и може да се използва за бетон. По-често срещани вредни химични съединения, които могат да се съдържат във водите, са:
- сулфати – предизвикват сулфатна корозия на циментовия камък;
- хлориди – взаимодействат с компонентите на циментовия камък, като образуват сравнително лесно разтворими съединения, които впоследствие се разтварят и извличат от бетона (аналогично действат нитрати).

Не бива да се използват за направата на бетон и меки води с рН < 4, тъй като предизвикват разтваряне и извличане на калциевия хидроксид (портландит) от структурата на циментовия камък (т. нар. корозия първи вид).
Органичните примеси също не са желани, тяхното влияние може да се оцени по промяната на свойствата на бетона при изготвяне на паралелни проби – с чиста вода и с вода, съдържаща органични примеси. Поради високото съдържание на органични примеси блатните и канализационните води са неподходящи за изготвяне на бетонни смеси.

### Добавъчни материали
1. Естествени добавъчни материали – добиват се от естествени находища (кариери) – речен чакъл и пясък, или чрез механична обработка на скални материали (трошен камък и трошен пясък)
2. Изкуствени добавъчни материали – получават се чрез термична, химична и друг вид обработка от естествени или изкуствени суровини: отпадъчни продукти от промишлеността, котелни пепели, въглищни пепели. Такива материали са перлитов пясък (перлит), вермикулит (получава се от термична обработка на слюда), шистопорит (от глинести шисти), сгурия, термозит (от порьозирана шлака), керамзит (получаван от червена глина) и др.
3. Недопустимо е използването на морски пясък и почва.

### Химически добавки
За модифициране на свойствата на бетонната смес и втвърдения бетон се употребяват химични добавки. Това са вещества, които се влагат в малки количества в бетона (до 5 % от масата на цимента) и обикновено се дозират в % от масата на цимента. Класификацията на химичните добавки е дадена в БДС EN 934 – 2 и е показана по-долу:
1. Водонамаляващи химични добавки (пластификатори) – предизвикват увеличаване на консистенцията (подвижността) на бетонната смес, без да се увеличава количеството на водата за смесване, запазват консистенцията на сместа при намаляване на количеството на водата или предизвикват двата ефекта едновременно.
2. Силноводонамаляващи химични добавки (суперпластификатори) – предизвикват силно увеличаване на консистенцията (подвижността) на бетонната смес без да се увеличава количеството на водата за смесване, запазват консистенцията на сместа при силно намаляване на количеството на водата или предизвикват двата ефекта едновременно.
3. Забавящи свързването химични добавки – увеличават времето за преминаване на бетонната смес от пластично в твърдо състояние.
4. Ускоряващи свързването химични добавки – намаляват времето за преминаване на бетонната смес от пластично в твърдо състояние.
5. Въздуховъвличащи – предизвикват умерено въвличане на въздух в бетонната смес – в рамките на 2 – 6 %.
6. Ускоряващи втвърдяването химични добавки – ускоряват темповете на нарастване на ранната якост на бетона, със или без промяна на сроковете на свързване.
7. Водозадържащи химични добавки – намаляват водоотделянето на бетонните смеси.
8. Уплътняващи химични добавки – намаляват капилярната абсорбция на бетона.
9. Забавящи свързването водонамаляващи химични добавки – това са добавки с комбинирано действие, намаляват количеството на водата и увеличават сроковете за преминаване на бетонната смес от пластично в твърдо състояние.
10. Забавящи свързването силноводонамаляващи химични добавки – намаляват значително количеството на водата и увеличават сроковете за преминаване на бетонната смес от пластично в твърдо състояние.
11. Ускоряващи свързването водонамаляващи химични добавки – намаляват количеството на водата и съкращават сроковете за преминаване на бетонната смес от пластично в твърдо състояние.

Съществуват и химични добавки, които не са стандартизирани, като например добавки за бетониране при понижени температури (зимно бетониране).

## Класификация на бетона
Класификацията на бетона може да бъде извършена по редица признаци.
1. В зависимост от обемната му плътност той се дели на: лек – обемна плътност от 500 до 1800 kg/m³, олекотен – от 1800 до 2200 kg/m³, обикновен – от 2200 до 2500 kg/m³ и тежък – над 2500 kg/m³.
2. Според условията на втвърдяване:
  - бетон, втвърдяващ при обикновени (атмосферни) условия
  - ускорено втвърдяващ бетон (чрез топлинна обработка при нормално или повишено налягане)
3. Според едрината на зърната на едрия добавъчен материал:
  - дребнозърнест бетон – с максимален диаметър на зърната (dmax) < 10 mm (филц бетон)
  - среднозърнест бетон – dmax от 20 до 40 mm – към момента това е най-масово използваният бетон
  - едрозърнест бетон – dmax от 40 до 150 mm (бутобетон) – прилага се при изпълнение на големи по обем елементи, неармирани или с разредена армировка (например язовирни стени).
4. Според експлоатационните условия (при какви условия ще ги използваме) – по БДС EN 206 – 1/НА:2008
  - бетони от I група – намират се при условия на нормална въздушна среда (до 100 °С), не са в допир с вода и не са подложени на външни атмосферни влияния;
  - бетони от II група – намират се постоянно под вода при положителна температура
  - бетони от III група – подложени са на пряко действие на атмосферните условия, включително и на отрицателни температури
  - бетони от IV група – подложени са на променливо мокрене и сушене при действието на външни атмосферни условия
5. Според якостта – обикновен и високоякостен.

### Други важни показатели
- Сила на огъване.
- Устойчивост на замръзване – обозначава се с латинската буква F и цифрите 50 – 1000, което показва броя цикли на замръзване и размразяване, които бетонът може да издържи.
- Водоустойчивост – обозначава се с латинската буква W и цифри от 2 до 20, което показва налягането на водата, което трябва да издържа цилиндърът на пробата от тази марка.

За тестване на бетона за замръзване и водоустойчивост се използват тестови климатични камери.

### Класове
Клас по якост на натиск – отбелязва се с буквата В и число след нея, показващо минималната характеристична якост на бетона в МРа (мегапаскали). Под характеристична якост се разбира якост с обезпеченост 95 %. Например „бетон клас В 20“ означава приблизително, че при проверка на якостта на натиск на бетона 95 % от резултатите трябва да са по-високи от 20 МРа. Якостта на натиск на бетона се определя върху пробни тела – кубчета с ръб 150 mm, които отлежават при стандартни условия. Класът по якост на натиск на бетона се определя от проектанта – конструктор. По БДС 7268 – 83, различаваме следните класове бетон В5; B7.5; B10; B12.5; B15; B20; B25; В30; В35; В40; В45; В50; В55 и B60. Съгласно европейския стандарт (който е и български) БДС EN 206 – 1 класовете по якост на натиск на бетона се означават със С и две числа след него – например С 20/25. Това означава, че минималната характеристична якост на бетона, определена върху пробни тела – цилиндри с диаметър на основата 150 mm и височина 300 mm, е 20 МРа, а минималната характеристична якост, определена върху кубчета с ръб 150 mm, е 25 МРа.
Аналогично се определят класове по якост на опън. Отбелязват се с Bt – Bt0.5; Bt1.0; Bt1.5; Bt2.0; Bt2.5; Bt3.0; Bt3.5 и Bt4.0. Якостта на опън на бетона има важно значение при конструкции и/или елементи, при които не трябва да се допуска образуване на пукнатини – резервоари, тръбопроводи.
Класът на бетона по якост на опън при огъване се означава с Bf, по БДС EN 206 – 1/НА:2008 имаме класове от Bf1.5 до Bf6.0. Якостта на опън при огъване на бетона е от значение при съоръжения от типа пътни настилки и самолетни писти.
Мразоустойчивост на бетона е способността му да запазва якостта си или да я променя до известни граници под действието на циклично замразяване и размразяване във водонапито състояние. В зависимост от мразоустойчивостта си бетоните също се разделят на класове, отбелязват се с F и число, посочващо броя на циклите замразяване и размразяване, при които якостта на натиск не се намалява с повече от 15 %, а загубата на маса на пробните тела вследствие на обрушване от леда не надхвърля 5 %. По стандарт класовете по мразоустойчивост са F50; F75; F100; F150; F200.
Водонепропускливостта на бетона е свойството му да не пропуска вода под налягане. Тук отново се различават класове на бетона – този път по водонепропускливост. Водонепропускливостта е от значение за конструкции, които ще бъдат в контакт с вода. Класът по водонепропускливост се избира в зависимост от размерите (дебелината) на конструкцията и стойността на хидростатичното налягане. Отбелязва се с W и число, указващо най-голямото водно налягане в мегапаскали, при което 4 от общо 6 пробни тела не са пропуснали вода от страната, срещуположна на водния напор – W0.2; W0.4; W0.6; W0.8; W1.0. Класът на бетона по якост на натиск е свързан с плътността на структурата му. Оттам идва и връзка между класа по якост на натиск и класа по водонепропускливост. Обикновено клас В25 има клас по водонепропускливост W0.6.
Класът на бетона се избира в зависимост от вида на конструкцията и условията на експлоатация.